# Liste der Baudenkmale in Seulingen
In der Liste der Baudenkmale in Seulingen sind alle Baudenkmale der niedersächsischen Gemeinde Seulingen im Landkreis Göttingen aufgelistet. Der Stand der Liste ist das Jahr 1997.

## Allgemein
Seulingen wurde erstmals als Suligge im Jahre 1055 urkundlich erwähnt.
In den Spalten befinden sich folgende Informationen:
- Lage: die Adresse des Baudenkmales und die geographischen Koordinaten. Kartenansicht, um Koordinaten zu setzen. In der Kartenansicht sind Baudenkmale ohne Koordinaten mit einem roten Marker dargestellt und können in der Karte gesetzt werden. Baudenkmale ohne Bild sind mit einem blauen Marker gekennzeichnet, Baudenkmale mit Bild mit einem grünen Marker.
- Bezeichnung: Bezeichnung des Baudenkmales
- Beschreibung: die Beschreibung des Baudenkmales. Unter § 3 Abs. 2 NDSchG werden Einzeldenkmale und unter § 3 Abs. 3 NDSchG Gruppen baulicher Anlagen und deren Bestandteile ausgewiesen.
- ID: die Objekt-ID des Baudenkmales
- Bild: ein Bild des Baudenkmales, ggf. zusätzlich mit einem Link zu weiteren Fotos des Baudenkmals im Medienarchiv Wikimedia Commons. Wenn man auf das Kamerasymbol klickt, können Fotos zu Baudenkmalen aus dieser Liste hochgeladen werden:

## Seulingen
| Lage                                               | Bezeichnung                        | Beschreibung | ID       | Bild           |
| -------------------------------------------------- | ---------------------------------- | --- | -------- | -------------- |
| An der Kirche 51° 32′ 31″ N, 10° 9′ 38″ O          | Bildstock                          | Der Bildstock wurde Mitte des 18. Jahrhunderts aus Sandstein gefertigt. Er ist 3,80 Meter hoch und zeigt eine Kreuzigung, den Hl. Georg, Maria Immaculata und Johannes des Täufers. Einzeldenkmal der Baudenkmal-Gruppe An der Kirche/Haupt-/Winkelstraße (ID 35232067)                              | 35286055 |                |
| An der Kirche 51° 32′ 31″ N, 10° 9′ 37″ O          | Prozessionsaltar                   | Einzeldenkmal der Baudenkmal-Gruppe An der Kirche/Haupt-/Winkelstraße (ID 35232067) | 35286079 |                |
| An der Kirche 1 51° 32′ 31″ N, 10° 9′ 39″ O        | Kirche St. Johannes der Täufer     | Die katholische Kirche St. Johannes Baptist besitzt eine Sandsteintaufe aus dem Jahr 1630. Auf dem Kirchhof stehen zudem der Bildstock (ID 35286055) und der Prozessionsaltar (ID 35286079) unter Denkmalschutz. Einzeldenkmal der Baudenkmal-Gruppe An der Kirche/Haupt-/Winkelstraße (ID 35232067) | 35286032 | Weitere Bilder |
| An der Kirche 6 51° 32′ 32″ N, 10° 9′ 38″ O        | Pfarrhaus                          | Einzeldenkmal der Baudenkmal-Gruppe An der Kirche/Haupt-/Winkelstraße (ID 35232067) | 35286102 |                |
| An der Kirche 6 51° 32′ 33″ N, 10° 9′ 38″ O        | Nebengebäude                       | Einzeldenkmal der Baudenkmal-Gruppe An der Kirche/Haupt-/Winkelstraße (ID 35232067) | 35286124 |                |
| Auf dem Braste 2 51° 32′ 37″ N, 10° 9′ 45″ O       | Baudenkmal Gruppe Auf dem Braste 2 | Baudenkmal-Gruppe ohne Einzeldenkmale | 35232081 |                |
| Duderstädter Straße                                | Bildstock                          | |          |                |
| Eckberg                                            | Bildstock                          | Der Bildstock wurde 1787 aus Sandstein erstellt. Er ist 3,30 Meter hoch und zeigt eine Kreuzigung, Maria, Johannes den Täufer und Petrus. |          |                |
| Göttinger Landstraße 1 51° 32′ 38″ N, 10° 9′ 39″ O | Wegekreuz                          | | 35286208 |                |
| Hauptstraße 3 51° 32′ 26″ N, 10° 9′ 44″ O          | Bildstock                          | | 35286228 |                |
| Hauptstraße 14 51° 32′ 29″ N, 10° 9′ 43″ O         | Wohnhaus                           | | 35286270 |                |
| Hauptstraße 21 51° 32′ 31″ N, 10° 9′ 41″ O         | Gaststätte                         | Die Gaststätte "Alter Krug" wurde in der Mitte des 17. Jahrhunderts erbaut. Es ist ein zweigeschossiger Fachwerkbau mit einem Satteldach. | 35286290 |                |
| Winkelstraße 1 51° 32′ 31″ N, 10° 9′ 36″ O         | Wohnhaus                           | Einzeldenkmal der Baudenkmal-Gruppe An der Kirche/Haupt-/Winkelstraße (ID 35232067) | 35286313 |                |
| Winkelstraße 5 51° 32′ 30″ N, 10° 9′ 36″ O         | Alte Schule                        | Einzeldenkmal der Baudenkmal-Gruppe An der Kirche/Haupt-/Winkelstraße (ID 35232067) | 35286335 |                |